# Hans Roedder
Johannes „Hans” Roedder (ur. 12 marca 1879 w Oberschefflenz, zm. 9 grudnia 1966 w Berwyn) – amerykański strzelec pochodzenia niemieckiego, olimpijczyk.
Urodził się w Niemczech, lecz w 1897 roku wyemigrował z rodziną do Stanów Zjednoczonych. Obywatelstwo amerykańskie otrzymał w 1905 roku. Z zawodu był operatorem maszyn.
Roedder wystąpił na Letnich Igrzyskach Olimpijskich 1912 w dwóch konkurencjach. Zajął 22. miejsce w pistolecie dowolnym z 50 m, zaś w pistolecie pojedynkowym ukończył zawody na 10. pozycji.

## Wyniki

### Igrzyska olimpijskie
| Igrzyska | Konkurencja                | Wynik    | Miejsce | Źródło |
| -------- | -------------------------- | -------- | ------- | ------ |
| IO 1912  | Pistolet dowolny, 50 m     | 431 pkt. | 22      | [ 1 ]  |
| IO 1912  | Pistolet pojedynkowy, 30 m | 275 pkt. | 10      | [ 2 ]  |